# Semireč'e

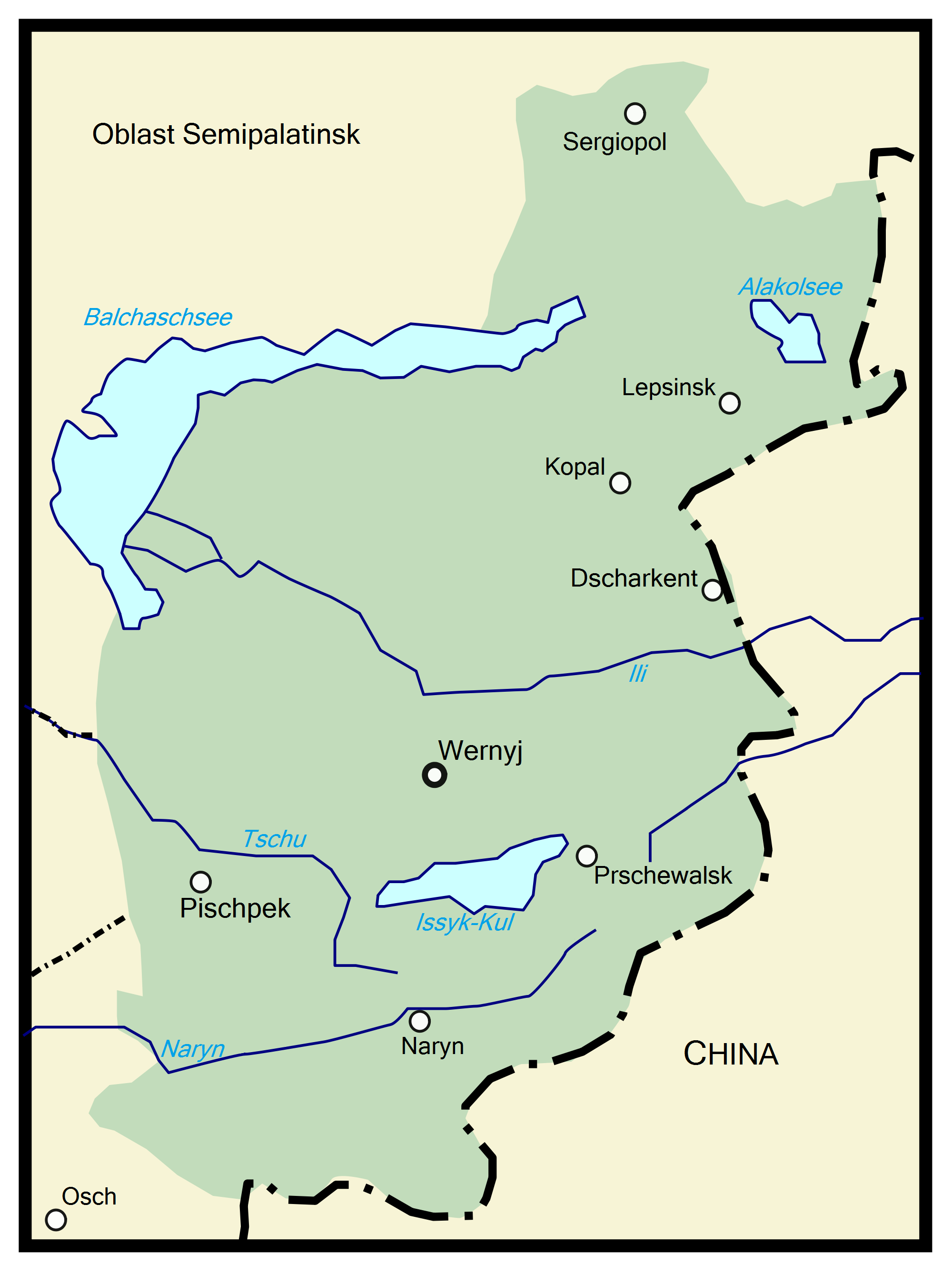
Estensione dell'oblast' di Semireč'e (Semiretschenskaja Oblast) nel 1900 in seno all'Impero russo.

Il Semireč'e (in russo Семиречье? «Sette fiumi» o Jetısu (dal kazako jetı, «sette», e su, «acqua») è una regione storica corrispondente alla parte sud-orientale dell'attuale Kazakistan, situata tra il lago Balkhash a nord, i laghi Sasykol’ e Alakol’ a nord-est, lo Džungarski Alatau a sud-est, e il versante settentrionale del sistema montuoso del Tien Shan a sud. 

## Geografia
Il Semireč'e deve il nome ai sette fiumi principali che lo attraversano: l'Ili, il Karatal, il Bien, l'Aksu, il Lepsi, il Baskan e il Sarkand. Le pianeggianti regioni nord-occidentali e settentrionali del Semireč'e sono ricoperte da deserti sabbiosi e da zone di solončak. Lungo i fiumi crescono prati e tugai (foreste a galleria). Le zone pedemontane del sud-est della regione sono ricoperte da foreste di latifoglie fino a 2000 m di altitudine e da foreste di abeti rossi e prati alpini a quote più elevate.

## Storia
In epoca storica il nome «Semireč'e» è stato spesso utilizzato per indicare una regione ben più vasta, comprendente anche la valle del fiume Ču. La regione era abitata da alcune antiche civiltà dell'Asia centrale, ad esempio le tribù saka (I millennio a.C.) e usun (II secolo a.C.-V secolo d.C.). Il Khaganato turco occidentale comparve nel Semirech'e attorno alla metà del VI secolo, seguito, nell'VIII secolo, dagli stati tur-gäsh (fino al 758) e karluq (766-940). La regione venne annessa allo stato karakhanide alla fine del X secolo ed allo stato karakitai negli anni '30 del XII secolo. Venne conquistata dai mongoli di Gengis Khan agli inizi del XIII secolo. La Grande Orda kazaka (od Uly Zhus) comparve nella regione nel XVI secolo.
Attorno alla metà del XIX secolo il Semireč'e entrò a far parte dell'Impero russo. Gli venne dato il nome di oblast' di Semireč'e nel 1867, poi ribattezzato oblast' di Dzhetysu nel 1922. Nel 1924-25, a seguito della demarcazione in stati nazionali delle repubbliche sovietiche dell'Asia centrale, il suo territorio venne suddiviso tra la Repubblica Socialista Sovietica Kazaka e la Repubblica Socialista Sovietica Kirghisa.